# Alejandro Schinder
Alejandro Fabián Schinder (Buenos Aires, Argentina) es un biólogo argentino especializado en neurociencias. Se desempeña como investigador del CONICET en el Instituto Leloir.

## Biografía
En 1990 se graduó como Licenciado en Biología en la Universidad de Buenos Aires. Posteriormente realizó su doctorado en la Universidad de California, San Diego, obteniendo su título en 1996. Realizó dos posdocs entre 1997 y 2002, en la Universidad de California y en el Instituto Salk.
En 2002 ingresó a CONICET como investigador y fundó el Laboratorio de Plasticidad Neuronal, que actualmente dirige en el Instituto Leloir. Schinder y su grupo investigan los mecanismos de plasticidad del cerebro adulto de los mamíferos.
En 2006 ganó un subsidio internacional del Instituto Médico Howard Hughes (HHMI), de Estados Unidos.
Entre 2011 y 2013 fue presidente de la Sociedad Argentina de Neurociencias. Desde 2013 es el presidente de la Fundación Instituto Leloir.
En 2018 ganó un subsidio de cinco años de los Institutos Nacionales de Salud de Estados Unidos para investigar, junto a científicos de Harvard, los programas genéticos que se activan en una neurona durante su desarrollo en el cerebro adulto y viejo. Esto podría contruibir al desarrollo de terapias para prevenir o atenuar el deterioro cognitivo por Alzheimer o lesiones traumáticas.

## Distinciones y premios
- Premio Konex - Diploma al Mérito en la disciplina Bioquímica y Biología Molecular y Celular (2023)[5]
- Premio Fundación Alexander von Humboldt (2014)[6]
- Beca Guggenheim (2010)[6][7]